# Festuca altopyrenaica
Festuca altopyrenaica är en gräsart som beskrevs av Vicente de la Fuente García och Ortúñez. Festuca altopyrenaica ingår i släktet svinglar, och familjen gräs. Inga underarter finns listade i Catalogue of Life.